# Российская гостиничная ассоциация

логотип ассоциации

Российская гостиничная ассоциация (РГА) — Некоммерческая организация, объединяющая гостиничные предприятия и другие коллективные средства размещения, а также производителей товаров и услуг для них, финансовые учреждения, учебные заведения и др. Создана в 1997 г., в числе учредителей — ОАО "ГАО «Москва», Российская ассоциация туристических агентств (РАТА), Центр международной торговли Москвы, Гостиничный комплекс «Россия» и др.. С декабря 2003 г. — член Международной Ассоциации гостиниц и ресторанов (IH & RA). Штаб-квартира Ассоциации находится в Москве.
В качестве основной цели деятельности РГА декларируется «содействие повышению престижа и развитию отечественной гостиничной индустрии, гостиничных предприятий и рынка гостиничных услуг, повышению качества гостиничных и сопряжённых с ними услуг, активному продвижению их на внутрироссийский и зарубежный рынки».
Президенты ассоциации:
- 1997—2003 — Александр Анатольевич Ваховский[2]
- 2003—2009 — Равиль Мухамедович Юлгушев
- с марта 2009 — Геннадий Андреевич Ламшин[4]